# Synagoga Ezriela Terakowskiego w Łodzi
Synagoga Ezriela Terakowskiego w Łodzi – prywatny dom modlitwy znajdujący się w Łodzi przy ulicy Podrzecznej 9.
Synagoga została zbudowana w 1891 roku z inicjatywy Ezriela Terakowskiego. Podczas II wojny światowej hitlerowcy zdewastowali synagogę.